# Isoctenus strandi
Isoctenus strandi là một loài nhện trong họ Ctenidae.
Loài này thuộc chi Isoctenus. Isoctenus strandi được Cândido Firmino de Mello-Leitão miêu tả năm 1936.